# La Baleine (archipel de Pointe-Géologie)
La Baleine est un groupe d'îlots rocheux de l'archipel de Pointe-Géologie (terre Adélie), situé en mer Dumont-d'Urville (océan Austral) au large du continent antarctique.

## Description
La Baleine est un groupe d'îlots rocheux très rapprochés, situé à 1 500 m au nord de l'île des Pétrels et à 1 600 m au sud-ouest des îles Curie. Elle tient son nom de sa silhouette vue de la base Dumont-d'Urville, et des jets d'eau intermittents provoqués par la houle s'engouffrant entre les îlots.